# Avranchin (race ovine)
 (janvier 2023).
Pour la région, voir Avranchin.
L'avranchin est une race ovine d'élevage

## Généralités
L'avranchin est une race ovine obtenue par croisement entre des populations locales de la Manche et des béliers des races anglaises Dishley, Kent et surtout Southdown (vers 1820).
On la trouve principalement dans la Manche, le Calvados et l'Ille-et-Vilaine.
Il s'agit d'une race vivant en plein air pratiquement toute l'année, en petits troupeaux, reconnu sur des pâturages imprégnés du sel de la mer (d'où les « agneaux de prés salés »), son élevage est extensif sur une base quasi exclusive d'herbe en pâturage sur tout le grand ouest et dans d'autres régions françaises de façon ponctuelle. C'est une des races françaises les plus prolifiques (de 190 à 210 %). L'avranchin est une race ancienne qui trouve ses qualités dans un agnelage facile, une forte prolificité, une grande rusticité, une viande exceptionnelle ainsi qu'une laine de grande qualité pour réaliser du fil à tricoter très recherchées par les tricoteuses.
Les mises bas s'étalent de janvier à avril, avec une capacité de dessaisonnement aisée permettant d'étaler la production.
Ses effectifs sont très limités (moins de 2 000 brebis réparties sur une centaine d'élevages d'une trentaine de brebis en moyenne, le plus grand élevage comptant 1 300 brebis). L'avranchin fut sauvé d'extinction par un couple d'éleveurs, et le soutien d'organismes de conservation des races, vers la fin des années 1960. Aujourd'hui une association d'éleveurs continue avec ce couple de passionnés à diffuser et conserver la race auprès de professionnels et de passionnés.

## Standard

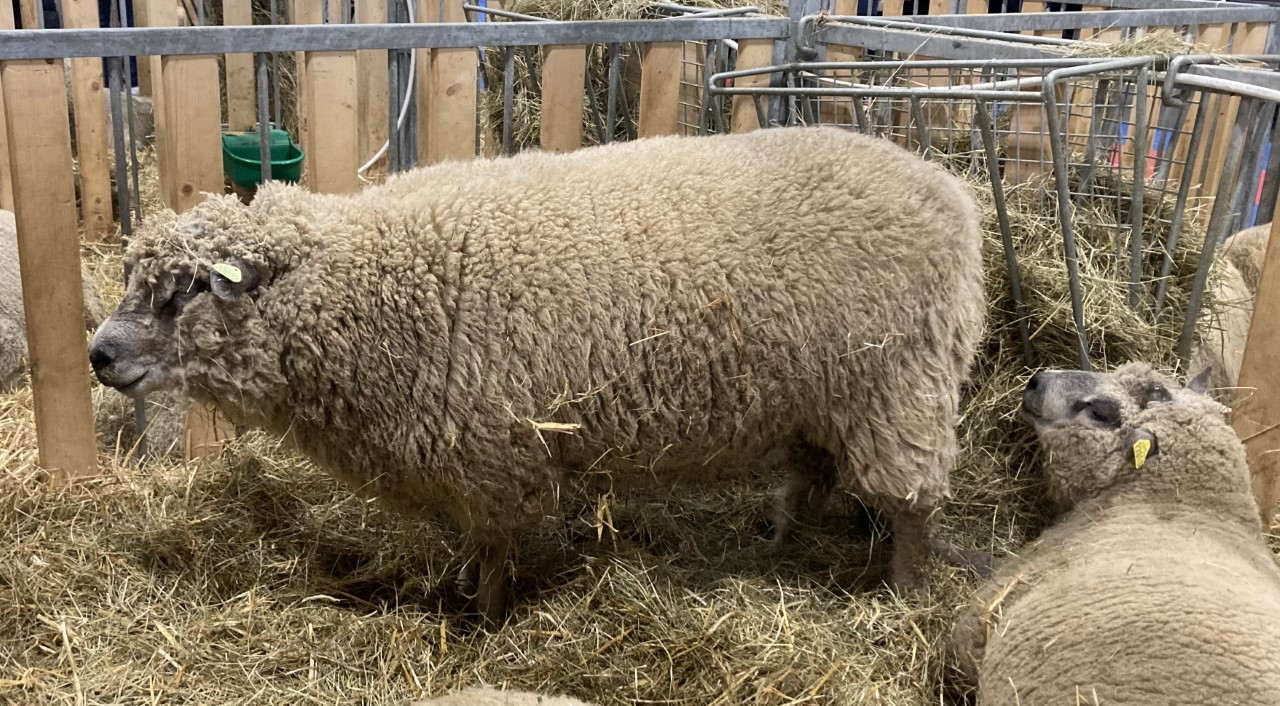
Avranchin de profil.

1. Tête : pigmentation uniforme brunâtre, large et plutôt courte, le crâne est couvert de laine jusqu'aux naseaux ainsi que le contour des yeux. Mufle large très coloré bleu ardoise, naseaux bien ouverts. Oreilles moyennes, minces, à port horizontal, pigmentées en brun. Cou assez court.Sourcil blanc.
2. Corps : dessus très large et plat
3. Gigot : bien développé et descendu
4. Membres : plutôt courts
5. Laine : assez longue, toison blanche serrée à grain fin de très bonne qualité pour le textile.
6. Poids : bélier de 90 à 100 kg, brebis de 65 à 80 kg
7. Taille: moyenne